# 豺狼座σ
豺狼座σ，又名CD-49 8831，HD 127381、SAO 241781、HR 5425，是豺狼座的一颗恒星，视星等为4.42，位于銀經318.93，銀緯9.25，其B1900.0坐标为赤經14h 25m 52.6s，赤緯-50° 9.25′ 50″。